# Miles Joseph Berkeley
Miles Joseph Berkeley, född den 1 april 1803, död den 30 juli 1889, var en engelsk botanist. Auktorsnamnet Berk. kan användas för Miles Joseph Berkeley i samband med ett vetenskapligt namn inom botaniken; se Wikipediaartiklar som länkar till auktorsnamnet.
Sedan 1833 kyrkoherde på landet, studerade han med iver kryptogamerna och bidrog betydligt till kännedomen om desamma genom åtskilliga arbeten, som British Fungi (1836–1843), Introduction to cryptogamic Botany (1857), Handbook of British Mosses (1863) med flera.